# پروانه‌های لکه‌دار
پروانه‌های لکه‌دار (نام علمی: Melitaea) نام یک سرده از زیرخانواده فرچه‌پایان نیمفالینا است.